# هيروكي موريساكي
هيروكي موريساكي (باليابانية: 森崎広樹) هو لاعب كرة قدم ياباني في مركز الوسط، ولد في 26 فبراير 1991 في كيوتو في اليابان. لعب مع نادي ألبيريكس نيغاتا.

## وصلات خارجية
- هيروكي موريساكي على موقع قاعدة بيانات كرة القدم.إي يو (الإنجليزية)
- هيروكي موريساكي على موقع Soccerway.com (الإنجليزية)